# Paper fotogràfic
El  paper fotogràfic  és, en el sentit clàssic, un suport, generalment de paper, cobert per una emulsió sensible a la llum per a l'ampliació o reproducció de fotografies en pel·lícula.
Aquesta emulsió està formada per halurs de plata suspesos en gelatina. Una vegada emulsionat el paper, es recobreix novament amb una altra capa gelatinosa, que aquesta vegada té la funció de protegir el material d'agents atmosfèrics.
En funció del tipus d'halurs incorporats, distingim dos tipus de paper fotogràfic: el de clorur i el de bromur. Mentre que el primer és més lent i òptim pels contactes, el segon, per la seva velocitat, es destina generalment a ampliacions. No obstant això, actualment els fabricants no distingeixen entre aquestes dues categories, sinó que comercien amb productes d'una composició més complexa de la qual no s'informa.
Des de l'aparició de la fotografia digital hi ha al mercat papers especials per a la impressió de fotografies des de l'ordinador. Encara que a aquests papers també se'ls ha anomenat  paper fotogràfic, aquest article farà referència especialment al paper químic de fotografia analògica.
El paper fotogràfic de marques com Ilford, Agfa, Kodak, Oriental i Tetenal és el més popular donada la seva qualitat i varietat.

## Papers clàssics per al blanc i negre

### Papers baritats (FC)
El paper baritat va ser desenvolupat a Madrid, 1866, per Martinez-Sanchez i J. Laurent com a suport per a l'emulsió fotogràfica. És un paper per al positivat de blanc i negre cobert per una capa blanca de sulfat de bari (també conegut com a barita) i aquesta coberta al seu torn per l'emulsió sensible a la llum. L'emulsió és l'habitual en la fotografia de blanc i negre de grànuls d'halurs d'argent, concretament bromur d'argent, suspesos en una gelatina.
Aquests halurs d'argent són només sensibles a la llum blau i violeta, de manera que es poden treballar en cambres fosques amb llum vermella o verda-groguenca sense perill de vetllat.
Després de l'exposició del paper a l'ampliadora (aparell que projecta la imatge del negatiu sobre el paper) es revela, es fixa i es renta amb diferents líquids i després s'asseca. Per aconseguir una fotografia brillant i duradora és aconsellable assecar-lo amb una presa especial per a paper baritat.
Si el paper ha estat ben treballat, pot oferir una gran qualitat, blancs purs, bona gamma de grisos i un negre profund. És cert que després del revelat i assecat sol combar-se el paper, però la seva durabilitat és la més alta, arribant a 100 anys i més.
El major inconvenient d'aquest paper és la despesa en temps de treball, ja que només per al rentat ha de romandre en aigua 30 minuts, ja que durant el revelat i fixació absorbeix bastant els químics. En cas contrari-les no serà duradora.
Avui dia continua usant-se el paper baritat per a la fotografia de qualitat.

### Papers PE o plastificats (RC)
Els papers plastificats estan folrats per ambdues cares per una fina capa de poliestirè (PE). Aquesta coberta protegeix al paper perquè no absorbeixi l'aigua i els químics, de manera que es redueix considerablement el temps de treball, especialment del rentat, normalment 3 minuts sota aigua corrent són suficients. L'assecatge es pot realitzar a l'aire, per exemple sobre paper de diari, en un parell d'hores, o si es vol més ràpid en una assecadora de paper PE d'aire calent.
Una desavantatge d'aquest paper és la durabilitat. És a dir, no és un paper tan durador com el baritat però pot durar uns 30 anys.
El negre de la foto és també menys durador i més sensible a factors externs que en el paper baritat

## Papers clàssics per a color
El paper fotogràfic per a color es diferencia del de blanc i negre pel tipus de capa sensible a la llum.
Per a la reproducció de tots els colors, contenen 3 capes sensibles cadascuna (des de dalt cap a baix) al blau, verd i vermell. En cadascuna d'aquestes capes es troben pigments dels colors complementaris a la seva sensibilitat: groc, magenta i cian.
La dificultat de treball d'aquest paper rau a aconseguir un revelat equilibrat en les 3 capes per evitar colors dominants i aconseguir colors naturals.
En el paper de color s'ha imposat el plastificat davant del baritat.

### Paper negatiu (per negatius)
La immensa majoria de fotografies en color en paper es realitzen a partir de negatius de color. La qualitat de color és, en la majoria dels casos, clarament millor que les còpies en paper de diapositives.

### Paper positiu (per a color)
La funció del paper positiu és la de plasmar la gran riquesa en contrast d'una fotografia en pel·lícula diapositiva, la qual cosa és més difícil del que es podria pensar. El revelat ha d'afinar molt, ja que el paper amb una capacitat de contrast tan petita com d'1:100 ha de plasmar la imatge de la diapositiva d'un contrast 10 vegades superior (1:1.000). Després del suavitzat del contrast també pateix la saturació del color. No obstant això aquesta fotografia guarda detall a les zones sobre i sota-exposades (més detall en llums i ombres).
Per això, va entrar en aquest àmbit ràpidament la tècnica digital. Ja des de principis dels anys 90 es feien servir escàners digitals per diapositives. L'escanejat ofereix una correcció automàtica del contrast per després projectar la imatge digital sobre un paper de color negatiu per al seu revelat.
Mereix especial esment el paper Ilfochrome (abans conegut com a Cibachrome) per a fotografia positiva, que treballa sota altres principis físics i químics. En aquest paper, al contrari de l'anterior, durant el revelat es fa servir un mètode de destrucció de colors, els colors que han de reproduir-se es troben prèviament a cada capa d'emulsió, i són blanquejats o eliminats per una reacció amb la plata il·luminada, formant-se una imatge positiva. Els avantatges d'aquest paper són la durabilitat (uns 30 anys), la puresa del color i la brillantor.

## Contrast
Quan es parla de paper fotogràfic, el contrast es refereix a la capacitat del mateix de mostrar diferències entre valors alts (llums) i baixos (ombres) d'una imatge.

### Papers de contrast fix
Habitualment, els fabricants produeixen paper fotogràfic que permet fins a cinc graus de contrast. Aquests graus apareixen enumerats:
1. Contrast "extrasuau".
2. Contrast "suau".
3. Contrast "normal".
4. Contrast "dur".
5. Contrast "extradur"

Si bé el paper de graus com l'1 i el 2, és a dir, de contrast suau, genera una àmplia gamma tonal, els contrastos durs com els graus 4 i 5 potencien el vigor dels blancs i negres, tot i que amb una gamma tonal més reduïda. El paper de contrast normal aconsegueix blancs i negres de bastant intensitat, però també ofereix una àmplia gamma de valors intermedis.
El contrast del paper pot variar segons la marca i, tractant-se d'un mateix fabricant, de la partida de fabricació. D'altra banda, el paper de contrast fix pot oferir diferències molt grans entre els graus.
En el cas dels negatius de 35 mm, s'estableix que el grau 3 és el normal. Treballant amb formats més grans, es considera normal el grau 2, perquè l'allargament del revelatge del negatiu és capaç d'augmentar el contrast de la imatge sense que sigui visible el gra. Així, es pot emprar més tard un paper més suau per a les còpies, guanyant en gamma tonal.

### Papers de contrast variable
Aquest tipus de paper, per la seva composició i les propietats de la seva emulsió, és capaç d'oferir tots els graus de contrast. Per aconseguir-ho, hem d'utilitzar a l'ampliadora uns filtres especials que modifiquen el color de la llum i, així, la natura i longitud d'ona d'aquesta. Si, en canvi, no hi apliquem cap filtre, el paper es comportarà com un de contrast fix de grau 2.
Els grans avantatges d'aquest tipus de paper són:
- Evita l'emmagatzematge de caixes de papers de diferents graus.
- Possibilita la introducció de canvis de contrast molt subtils en una còpia que a vegades no es poden realitzar amb el paper de contrast fix, prescindint de l'ús de reveladors especials.
- Permet aplicar contrastos diferents en la mateixa còpia emprant més d'un filtre.

L'eficàcia del paper de contrast variable queda palesa en l'obra de reconeguts fotògrafs que l'han preferit com Ansel Adams, Wynn Bullock, Larry Clark, Duane Michals o W. Eugene Smith.
Entre els inconvenients, trobem:
- Major caducitat que el paper de contrast fix.
- Limitacions en la receptivitat a tractaments com el viratge o sobrerevelatge.
- Baixa adaptació a les ampliadores de llum freda.[2]

## Superfície
La superfície del paper fotogràfic, formada per una capa transparent gelatinosa, pot variar segons el suport i dividir-se en dos tipus: llisa o amb textura.
Segons les característiques de la capa gelatinosa la superfície pot ser brillant, oferint una major gamma tonal, o mat.
La coloració del paper es dona gràcies a diferents tints que venen incorporats a l'emulsió, i pot variar amb l'ús de reveladors especials. Segons la coloració, el paper pot ser càlid, neutre o fred.

## Conservació
Si bé a les pel·lícules apareix indicada la data de caducitat, el paper fotogràfic no la hi porta, de manera que s'ha de conservar en un indret fosc i sec, allunyat de qualsevol font de calor que pugui fer malbé el material. És convenient, també, guardar el paper en una bossa precintada a l'interior d'una nevera. A l'hora d'utilitzar-ho, cal esperar com a mínim dues hores abans d'obrir la bossa per evitar la condensació del paper. Habitualment, la caducitat del paper no excedeix un any.

## Productes químics per al processament del tiratge
Per garantir un bon processament de la reproducció en paper, és necessari l'ús d'alguns productes i eines com els que es descriuen a continuació:

### Reveladors
El revelador requereix especial atenció perquè s'oxida amb facilitat si es troba en contacte amb l'aire. També es pot veure afectat per una exposició excessiva a la llum. La manera de conservar-lo és eb envassos opacs, que eliminen l'aire i eviten el pas llumínic.
Aquests són els més habituals:

#### De coloració neutra i contrast normal
- DEKTOL (Kodak)
- NEUTOL NE (Agfa)
- EUKOBROM (Tetenal)
- BROMOPHEN (Ilford)

#### De coloració càlida i contrast normal
- NEUTOL WA (Agfa)
- SELECTOL (Kodak)

#### De coloració neutra i baix contrast
- CENTRABROM (Tetenal)

#### De coloració càlida i baix contrast
- SELECTOL SOFT (Kodak)

### Fixadors de còpia
Habitualment tenen una composició basada en el bisulfit sòdic. Els més populars són:
- AGEFIX (Agfa)
- SUPERFIX (Tetenal)
- HYPAM (Ilford)
- POLYMAX (Kodak)

### Àcid acètic
S'ha de tenir en compte que, si bé el revelador és una solució bàsica, el fixador és àcida. Aquest fet implica que no podem passar directament la pel·lícula del revelador al fixador. Abans cal realitzar un bany d'atur, que es realitza amb aigua i acètic glacial.

### Eliminador d'hipo
Permet reduir els temps de lavat de les còpies tot garantint la completa eliminació de les restes del fixador.
Els més habituals són:
- HYPOCLEARING (Kodak)
- LAVAQUIK (Tetenal)
- GALERIE WASHAID (Ilford)

1. 1 2 3  Corral Fernández, Antonio. El laboratorio blanco y negro : procesado del negativo y copiado.  GrisArt, 2000. ISBN 8493097128.
2. ↑  Eastman Kodak Company. Kodak-black-and white darkroom dataguide..  Rochester, NY: Silver Pixel Press, 1996. ISBN 0-87985-602-5.
3. ↑  Adams, Ansel. La copia.  Madrid: Omnicon, 1996. ISBN 84-88914-07-5.